# Trichostegia retusus
Trichostegia retusus is een fossiele soort schietmot uit de familie Phryganeidae.